# Книжковий жетон
Книжковий жетон — це тип подарункового ваучера, який можна обміняти в сотнях книгарень-учасників як альтернативу готівці.

## Історія
Термін «книжковий жетон» вперше ввів у 1920-х роках Гарольд Реймонд, англійський видавець, який помітив, що на Різдво його друзі отримали лише три книги зі 119 подарунків.  Він відчував, що якийсь купон можна використати, щоб уникнути ризику, даруючи книжки як подарунки. Книжкові жетони вперше були офіційно роздані в листопаді 1932 року, якраз напередодні свят.
У 1990-х роках марки «облизуй і прилипай» були замінені жетонами у формі ваучера, щоб нагадувати британську валюту.

## Актуальні версії

### Великобританія
Book Tokens Ltd (частина групи компаній Booksellers Association Group of Companies) була створена як єдиний емітент книжкових жетонів у Великобританії. Зараз вони перетворилися на одну з найбільших роздрібних подарункових карток у Великій Британії та Ірландії та були перейменовані на «Національні книжкові жетони» у 2000 році, коли жетони також були вперше продані онлайн через firstbookshop.com. Продавець жетонів для електронних книг обіцяє, що подарункову картку можна буде використовувати в будь-який час у всіх авторитетних книжкових магазинах, за винятком аеропортів і деяких вокзалів. Термін дії карток закінчується кожні два роки, але їх можна безкоштовно замінити. Дарувальники можуть вибирати з різних дизайнів і отримувати рекламні акції, як-от безкоштовні книги від Penguin, якщо витратить більше певної суми.

### Інші країни
Національні схеми книжкових ваучерів також діють у Сполучених Штатах, Австралії, Новій Зеландії, Нідерландах, Норвегії, Швейцарії та Японії .